# Big Apple

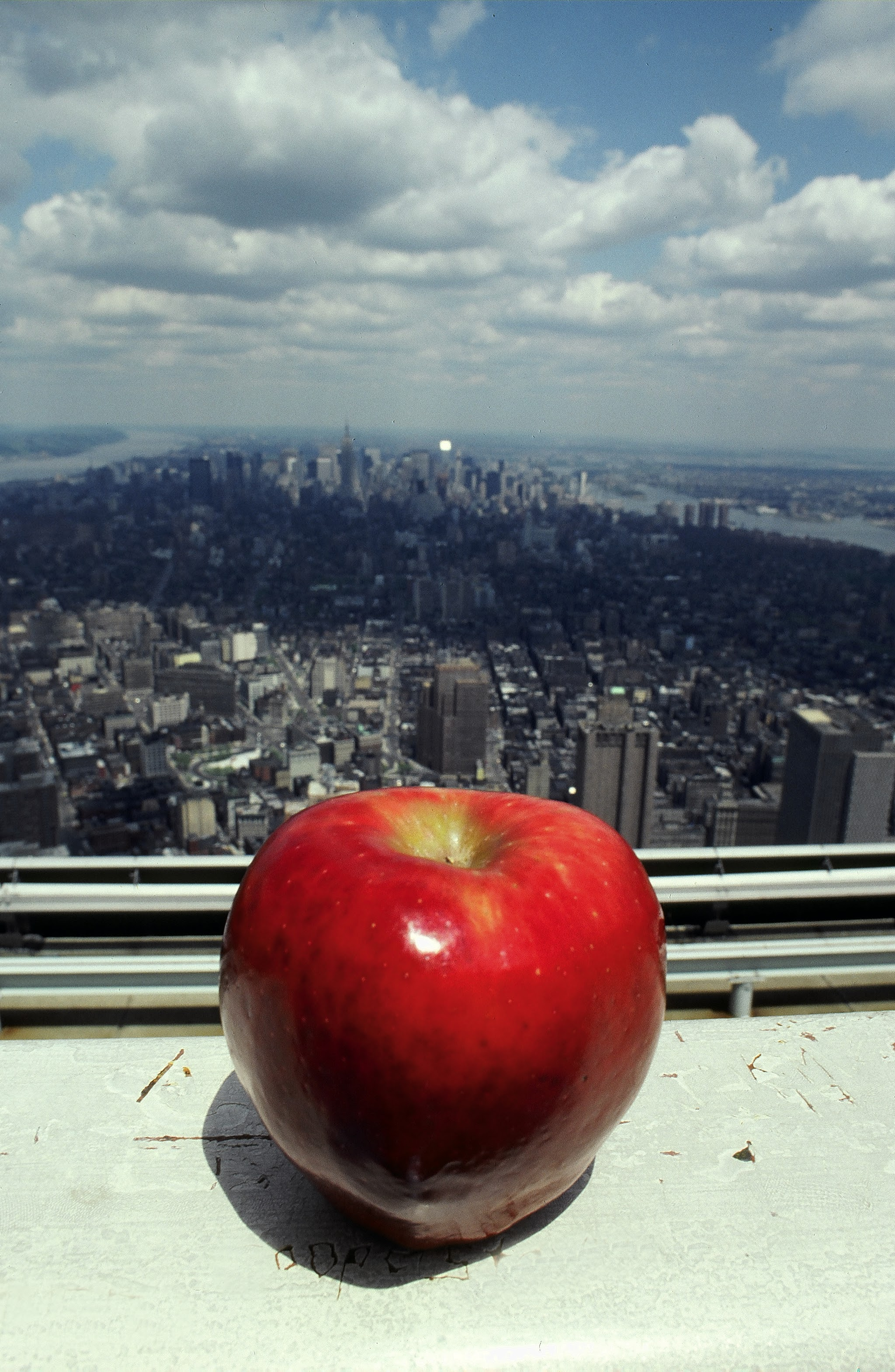
New York vom früheren World Trade Center aus gesehen (1980)

Big Apple (englisch für Großer Apfel) ist der Spitzname der US-amerikanischen Metropole New York City. Zur Herkunft dieser Bezeichnung existieren verschiedene Theorien:
Der Name Big Apple tauchte erstmals 1909 in Edward S. Martins Buch The Wayfarer in New York auf. Dort schrieb er, dass der Rest der Vereinigten Staaten „gerne denkt, dass der Big Apple einen unausgewogenen Anteil des nationalen Saftes bekommt“ (mehr Geld als andere Städte).
- 1924 machte der Sportjournalist John J. Fitz Gerald[1] den Begriff „Big Apple“ in seiner Kolumne mit dem Titel „Around The Big Apple“ über die New Yorker Pferderennszene populär. Eigenen Aussagen zufolge hatte Fitz Gerald den Begriff von afroamerikanischen Stallknechten in New Orleans, die die New Yorker Rennszene als „Big Apple“ bezeichnet hatten. Der Spitzname bezieht sich auf den Stellenwert der New Yorker Rennbahnen Belmont Park und Aqueduct, wo im Pferderennsport „Big Money“, das große Geld, zu verdienen war. Für die Pferde, denen das Geld nicht zugutekam, gab es parallel zum „Big Money“ den „Big Apple“, den großen Apfel.

- In der Jazzszene wurde der Begriff „Big Apple“ in den 1930er Jahren zum feststehenden Ausdruck für Harlem und New York als Jazzmetropole der Welt. Damals benutzten ihn Jazzmusiker in folgender doppeldeutiger Redewendung: “There are many apples on the tree, but only one Big Apple.”

- Eine weitere Legende besagt, dass der Pianist Peter W. Hendriksen 1924 in einer Ballade die eindeutigen Vorzüge der New Yorker Frauen mit dem Begriff „big apple“ beschrieb. Zitat: “Forget the places in New Orleans, forget the bunnies in Texas, there is only one place to be, only New York where the girls show their big apples.” Der Song wurde in den 1970er Jahren von Steely Dan gecovert.

- Eine Theorie besagt, dass der Begriff von spanischen Einwanderern geprägt wurde. Ein Häuserblock heißt auf Spanisch manzana, genauso wie ein Apfel.

Der Begriff verlor seine Popularität in den 1950er Jahren, wird aber seit einer Promotionskampagne des New York Convention and Visitors Bureau in den 1970er Jahren wieder öfter verwendet und ist seitdem auch der offiziell verwendete Beiname der Stadt.

## Musik
- Johan de Meijs Symphonie Nr. 2 trägt den Namen The Big Apple.
- Der britische Jazztrompeter Nat Gonella hat 1937 eine Nummer namens „The Big Apple“ eingespielt.
- Alice Cooper veröffentlichte „Big Apple Dreamin'“ als Eröffnungssong des Albums Muscle of Love (1973).
- Die englische Popband Kajagoogoo hat 1983 einen Titel „Big Apple“ veröffentlicht.
- Big Apple Adventure hat 2011 einen Song „Lifeway VBS“ geschrieben.